# Kummerkasten (Fernsehsendung)

Kummerkasten-Logo (2011–2014)

Der Kummerkasten (eigene Schreibweise: KUMMERKASTEN) ist eine Ratgebersendung für Jugendliche des Senders KiKA. In den Jahren 2003 bis 2004 wurde sie mittwochs von den KiKA-Moderatoren im Rahmen der Sendung Kikania präsentiert. 2004 wurde sie teilweise noch bis Mai 2005 in der Sendung KI.KA LIVE moderiert. Von 2005 bis 2009 gab es eine eigene Sendung. Während der Jahre 2009 und 2010 wurde der Kummerkasten abermals bei KIKA LIVE ausgestrahlt. Von März 2011 bis November 2014 besetzte der Ratgeber wieder einen eigenen Sendeplatz. Von 2015 bis Oktober 2016 war der Kummerkasten erneut Teil von KiKA LIVE. Vom 6. November 2016 bis 1. Dezember 2019 war der Kummerkasten eine crossmediale TV- und Onlinesendung. Danach wurde das Format ausschließlich online weitergeführt. Ab März 2023 startet eine neue Dokureihe am Samstagnachmittag im Fernsehen.

## Inhalt der Sendungen
Kummerkasten ist eine Ratgebersendung für Schüler, rund um die Themen Liebe, Freundschaft und Probleme. In jeder Sendung wird ein aktuelles Problem aufgegriffen und anschließend, illustriert durch Grafiken, Fotos, Icons und O-Tönen, hilfreiche Tipps und Denkanstöße gegeben. Die Herangehensweise an Fragestellungen der Zielgruppe ist dabei stets lösungsorientiert und kreativ, die Beantwortung verständlich und auf den Punkt gebracht. Die Berater für die Sendungen kommen von der Beraterstelle der Nummer gegen Kummer sowie von der Diakonie Berlin-Brandenburg-schlesische Oberlausitz, die auch eine begleitende und anonyme E-Mail-Beratung anbieten. Online wird begleitend ein Chat angeboten, in dem die Experten Fragen zu den in der Sendung behandelten Themen beantworten.

## Moderatoren
- Singa Gätgens (2003–2004)
- Juri Tetzlaff (2003–2004)
- Pia Ampaw (2003–2004)
- Karsten Blumenthal (2003–2004)
- Lukas Koch (2003–2005)
- Stephanie Müller-Spirra (2005–2009)
- Tanja Mairhofer (2009)
- Ben (2009–2016)
- Jessica Lange (2010–2016)
- David Friedrich (2017–2018)
- Clarissa Corrêa da Silva (2016–2020)
- Simon Schneider (2016–2017, seit 2018)
- Elisabeth Möckel (2022)
- Soraya Jamal (seit 2023)

## Episodenliste (2016–2019)
| Nr. (ges.) | Nr. (St.) | Originaltitel                                                          | Erstausstrahlung D |
| ---------- | --------- | ---------------------------------------------------------------------- | ------------------ |
| 1          | 1         | Verliebt sein                                                          | 6. Nov. 2016       |
| 2          | 2         | Traurig sein                                                           | 20. Nov. 2016      |
| 3          | 3         | Mobbing – Was kannst du tun?                                           | 4. Dez. 2016       |
| 4          | 4         | Unglücklich verliebt?                                                  | 18. Dez. 2016      |
| 5          | 5         | Neues Jahr Neue Ziele / Wie erreichst du deine?                        | 1. Jan. 2017       |
| 6          | 6         | Traumkörper!? Bin ich normal?                                          | 15. Jan. 2017      |
| 7          | 7         | Liebe zwischen Jungs: Schwul, und jetzt?                               | 5. Feb. 2017       |
| 8          | 8         | Ohne Dings kein Bums – was möchtest du über das 1. Mal wissen?         | 19. Feb. 2017      |
| 9          | 9         | Wir können ja Freunde bleiben – Wie geht das mit dem „Schluss machen“? | 5. März 2017       |
| 10         | 10        | BFF, ABF, Bros4Life Woran erkennst du echte Freunde?                   | 19. März 2017      |
| 11         | 11        | Streit mit den Eltern – Was tun, wenn die Alten nerven?                | 2. Apr. 2017       |
| 12         | 12        | Typisch Mädchen – Typisch Jungs?!                                      | 23. Apr. 2017      |
| 13         | 13        | Schluss mit Schulstress!                                               | 7. Mai 2017        |
| 14         | 14        | Is(s) nich’ – Wenn Essen krank macht                                   | 21. Mai 2017       |
| 15         | 15        | Cybergrooming                                                          | 4. Juni 2017       |
| 16         | 16        | Es sprießt, es wächst – Was jetzt?                                     | 18. Juni 2017      |
| 17         | 17        | Selbstbefriedigung – Alles darf, nichts muss                           | 2. Juli 2017       |
| 18         | 18        | Du Opfer! LOL – Cybermobbing                                           | 16. Juli 2017      |
| 19         | 19        | Damit der Druck nachlässt                                              | 6. Aug. 2017       |
| 20         | 20        | Sommer, Sonne, Ferienliebe – Glück auf Zeit?                           | 20. Aug. 2017      |
| 21         | 21        | Bis die Tage!                                                          | 3. Sep. 2017       |
| 22         | 22        | Keine Angst!                                                           | 8. Okt. 2017       |
| 23         | 23        | Neustart statt Knast                                                   | 22. Okt. 2017      |
| 24         | 24        | Voll behindert!                                                        | 5. Nov. 2017       |
| 25         | 25        | Friends, Freunde, Amigos, أصدقاء                                       | 26. Nov. 2017      |
| 26         | 26        | Alles klar im BH?                                                      | 3. Dez. 2017       |
| 27         | 27        | Papa oder Mama?                                                        | 17. Dez. 2017      |
| 28         | 28        | Äh ... ich glaub ich steh auf dich                                     | 21. Jan. 2018      |
| 29         | 29        | Leistungsdruck?! – Chillt euch mal!                                    | 4. Feb. 2018       |
| 30         | 30        | Wenn die Eltern Stress machen                                          | 18. Feb. 2018      |
| 31         | 31        | Richtig Zoffen! – Streit unter Freunden                                | 4. März 2018       |
| 32         | 32        | Duck dich nicht! Erste Hilfe gegen Mobbing                             | 18. März 2018      |
| 33         | 33        | Mehr als traurig                                                       | 8. Apr. 2018       |
| 34         | 34        | Schüchtern – Na und?!                                                  | 22. Apr. 2018      |
| 35         | 35        | Räum' erstmal dein Zimmer auf!                                         | 6. Mai 2018        |
| 36         | 36        | Geschwister für immer!                                                 | 27. Mai 2018       |
| 37         | 37        | Das erste Date                                                         | 1. Juli 2018       |
| 38         | 38        | Pickel und Schweiß – „Das ist doch zum aus der Haut fahren?!“          | 5. Aug. 2018       |
| 39         | 39        | Angst – „Komm raus, du bist umzingelt!“                                | 2. Sep. 2018       |
| 40         | 40        | Handy – wann ist viel zu viel?!                                        | 23. Sep. 2018      |
| 41         | 41        | Freundschaft – und andere Probleme                                     | 7. Okt. 2018       |
| 42         | 42        | Zivilcourage – bist du dabei?                                          | 4. Nov. 2018       |
| 43         | 43        | Der erste Kuss                                                         | 2. Dez. 2018       |
| 44         | 44        | Freunde finden                                                         | 6. Jan. 2019       |
| 45         | 45        | Über Gewicht                                                           | 3. Feb. 2019       |
| 46         | 46        | Plötzlich männlich                                                     | 3. März 2019       |
| 47         | 47        | Verliebt!                                                              | 7. Apr. 2019       |
| 48         | 48        | Beliebt sein                                                           | 5. Mai 2019        |
| 49         | 49        | Unter Mädels!                                                          | 2. Juni 2019       |
| 50         | 50        | Selbst verletzen                                                       | 7. Juli 2019       |
| 51         | 51        | Familienbande                                                          | 4. Aug. 2019       |
| 52         | 52        | Probleme in der Schule                                                 | 22. Sep. 2019      |
| 53         | 53        | Meine Krankheit, meine Freunde & ich                                   | 6. Okt. 2019       |
| 54         | 54        | Herzschmerz                                                            | 3. Nov. 2019       |
| 55         | 55        | Danke!                                                                 | 1. Dez. 2019       |